# Чертыковская
Чертыковская — посёлковая станция железнодорожной линии Абакан—Новокузнецк в Аскизском районе Хакасии, находится в 1 км от райцентра — села Аскиз.
Население — 35 чел., все хакасы (01.01.2004).

## Население
| 2002 | 2010 |
| ---- | ---- |
| 32   | ↘26  |